# سیارک ۵۶۷۱
سیارک ۵۶۷۱ (به انگلیسی: 5671 Chanal، نامگذاری:1985XR) پنج هزار و ششصد و هفتاد و یکمین سیارک کشف شده‌است که در ۱۳ دسامبر ۱۹۸۵ کشف شد.
قدر مطلق سیارک برابر ۱۲٫۷۰ است.